# Anita Krochmalska-Podfilipska
Janina Anita Krochmalska-Podfilipska (ur. 16 marca 1940 w Warszawie, zm. 21 maja 2006 w Łodzi) – polska pianistka i kameralistka, pedagog, propagatorka polskiej muzyki, szczególnie muzyki współczesnej.
Absolwentka Akademii Muzycznej w Łodzi w Łodzi związana z nią od 1962 początkowo jako asystentka. Dokształcała się na kursach mistrzowskich za granicą, przez rok studiowała w Paryżu. Zdobyła wiele nagród, m.in. III nagrodę na Międzynarodowym Konkursie dla Wykonawców Muzyki Współczesnej w Utrechcie. 